# Nomioides squamiger
Nomioides squamiger is een vliesvleugelig insect uit de familie Halictidae. De wetenschappelijke naam van de soort is voor het eerst geldig gepubliceerd in 1908 door Saunders.